# Kuurne
Kuurne és un municipi belga de la província de Flandes Occidental a la regió de Flandes.

## Nuclis
| #   | Nom             |
| --- | --------------- |
| I   | Kuurne (centre) |
| II  | Sint-Katrien    |
| III | Sint-Pieter     |

## Localització

Mapa de Kuurne

| - a. Kortrijk - b. Heule (Kortrijk) - c. Lendelede - d. Hulste (Harelbeke) - e. Bavikhove (Harelbeke) - f. Harelbeke |